# Axel Wijkmark (ingenjör)
Axel Emanuel Wijkmark, född den 14 maj 1877 i Suntaks församling, Skaraborgs län, död den 21 juni 1947 i Stockholm, var en svensk ingenjör. Han var son till Otto Wijkmark och bror till Birger Wijkmark.  
Wijkmark avlade 1896 mogenhetsexamen och 1901 avgångsexamen från Kungliga Tekniska högskolan, där han varit elev sedan 1897. Han fick anställning hos statens lantbruksingenjörer i Göteborgs och Bohus län samt Älvsborgs län 1900 och vid Statens järnvägars tredje distrikt 1901. Wijkmark fick sistnämnda år anställning hos Helge Torulf (Allmänna ingeniörsbyrån för väg- och vattenbyggnader). Han var 1920–1935 delägare i ingenjörsfirman Bille & Wijkmark och tjänstgjorde från 1937 till sin bortgång i Väg- och vattenbyggnadsstyrelsen. Wijkmark vilar på Motala griftegård.